# Lago de Tegel
El lago de Tegel (en alemán: Tegeler See) es el segundo lago berlinés por superficie y es una larga ensenada que forma parte del río Havel que se extiende hacia el noreste en el distrito de Tegel, a pocos kilómetros del aeropuerto homónimo.
El lago es una zona de la ciudad muy frecuentada para practicar deportes acuáticos, en particular barcos de vela.

Lago de Tegel
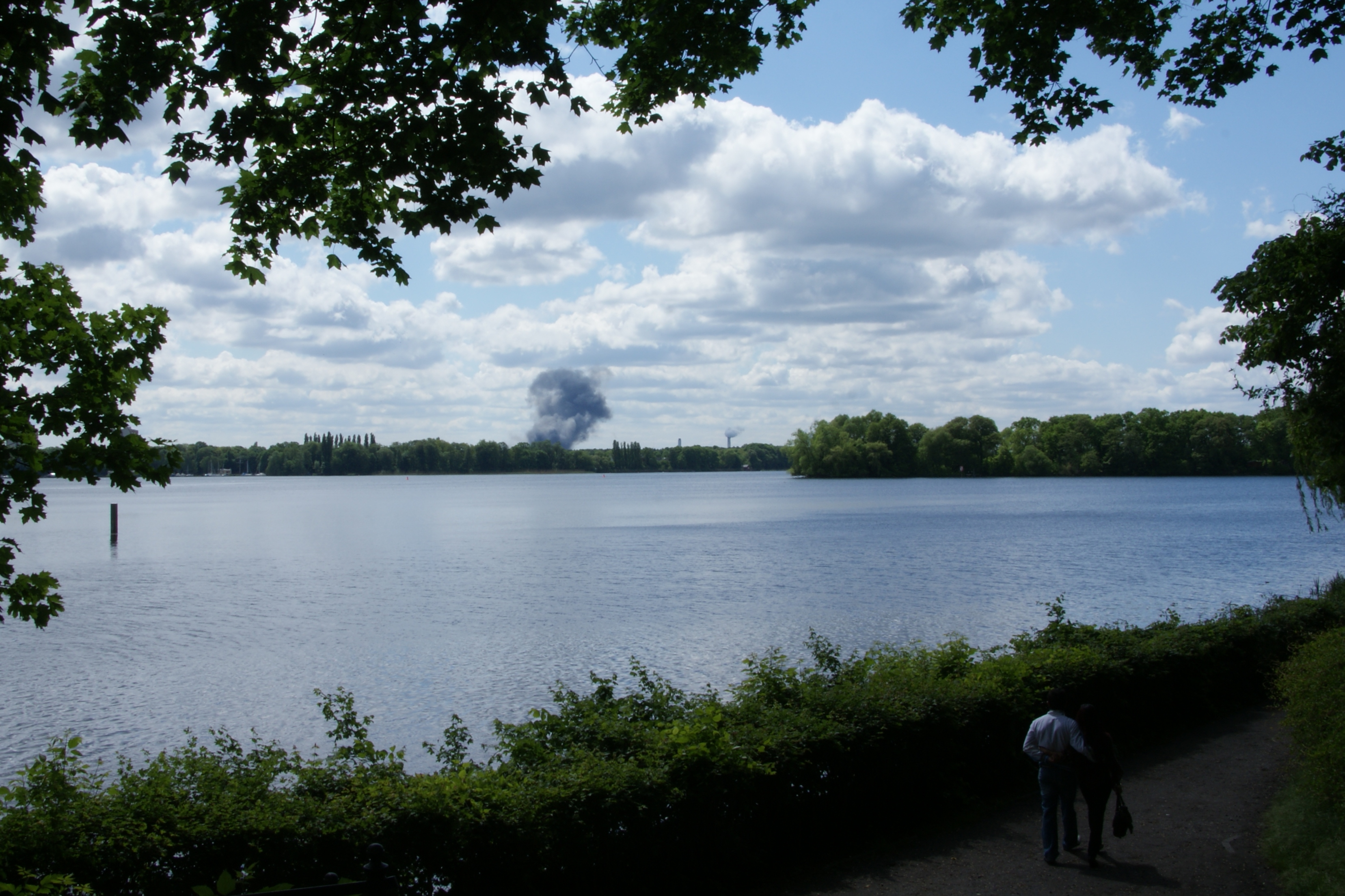
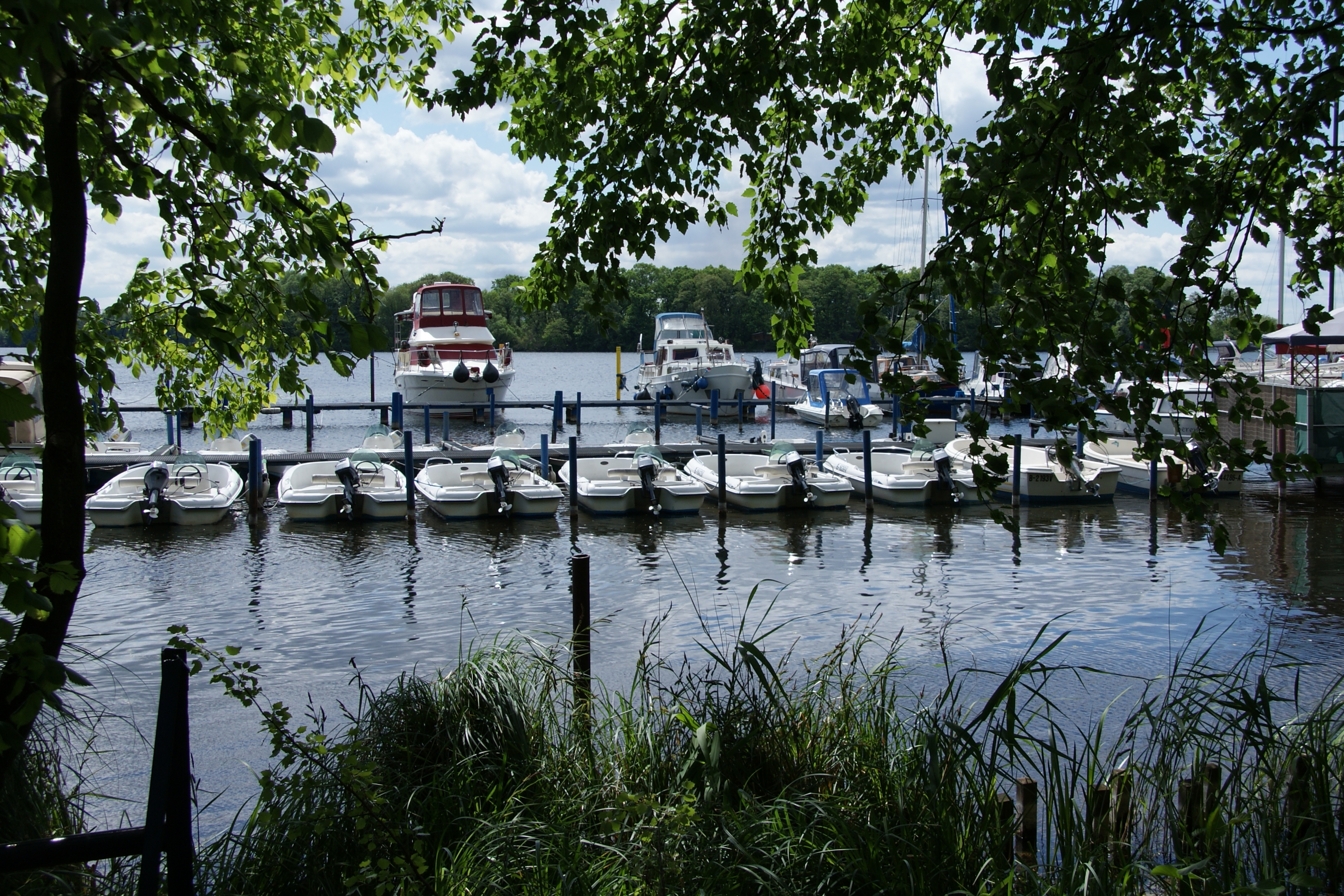
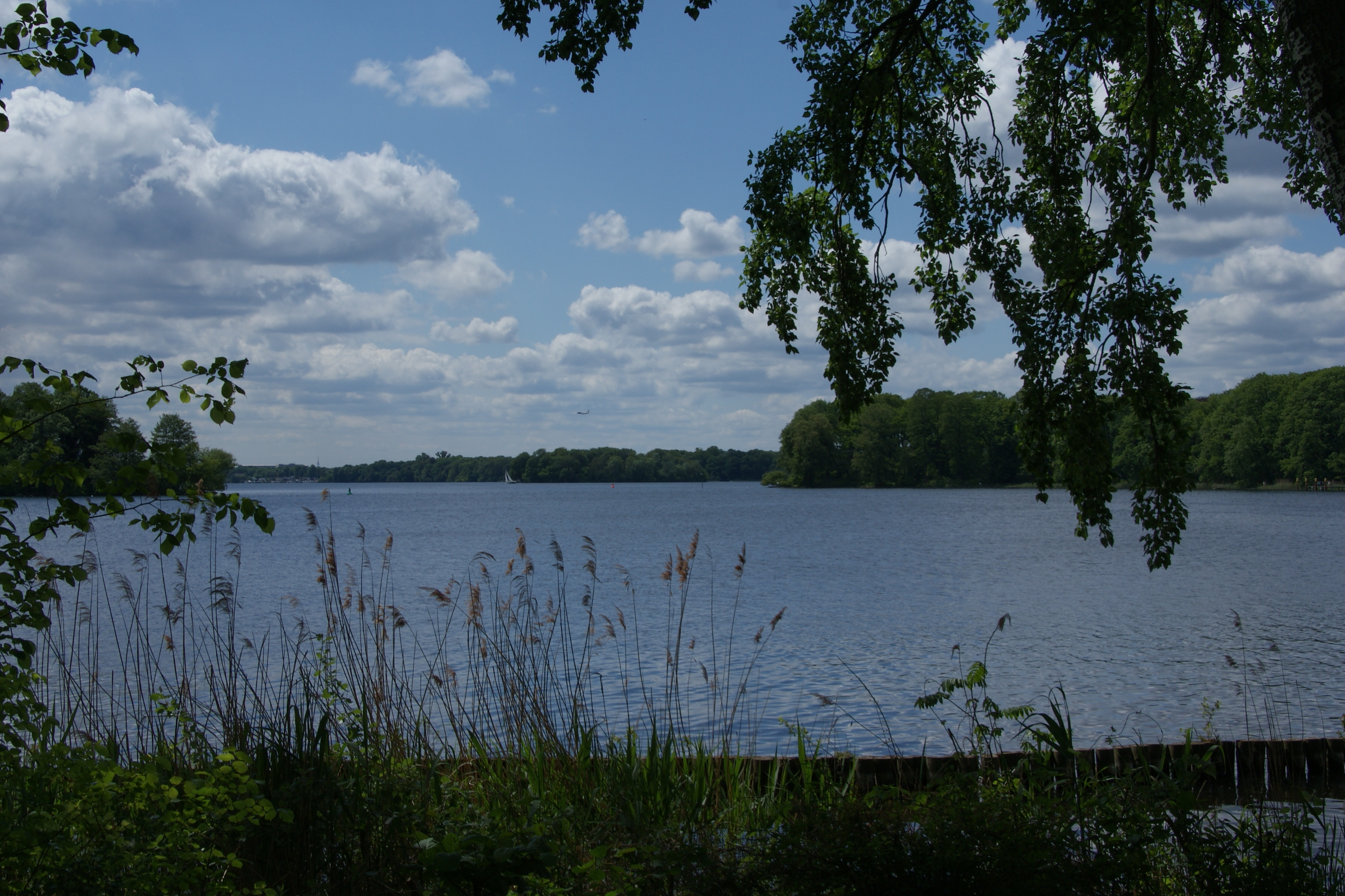